# 卢西恩·科奈恩
卢西恩·埃米尔·科奈恩（英語：Lucien Emile "Lou" Conein，1919年11月29日—1998年6月3日），法国裔美國人，中央情報局人員。1963年擔任美國驻南越大使亨利·卡伯特·洛奇與南越政變策劃者的聯絡人，並提供了已知現金支出4.2萬美元。